# Giovanni Battista Gordigiani
Giovanni Battista Gordigiani (Mantova, 17 luglio 1795 – Praga, 2 marzo 1871) è stato un compositore e baritono italiano.

## Biografia
Figlio primogenito del baritono Antonio Gordigiani, fratello maggiore del compositore Luigi e zio del pittore Michele, dopo aver studiato sei anni al Real Conservatorio di Musica a Milano, dal 1817 cantò al Teatro alla Pergola di Firenze e a Pisa. In seguito lasciò i palcoscenici per esibirsi nei concerti organizzati per grandi personalità e dedicarsi all'insegnamento, dapprima a Ratisbona e, dal 1822, al Conservatorio di Praga, dove rimase sino alla morte avvenuta all'età di 75 anni.
Come musicista compose numerose cantate sacre, canzonette, diversi brani strumentali e tre opere liriche: Pigmalione (1845), Consuelo (1846) e Lo scrivano pubblico (1850).